# Паростки (дерева)
Паростки — пагони, що утворюються на дереві внаслідок проростання сплячих бруньок.
Розрізняють паростки пневі та  паростки кореневі.
Пневі паростки з'являються, часто у великій кількості, після обрізування або ж сильного пошкодження дерева. Найбільше пневих паростків з'являється у дерев яблуні та груші, значно менше їх у дерев кісточкових порід. Ця особливість зерняткових порід дозволяє омоложувати їх крону кілька разів протягом життя дерева.
Кореневі паростки можуть утворюватись у великій кількості у деревних плодових, кущових та напівкущових ягідних культур. Кількість їх може збільшуватися внаслідок механічних пошкоджень кореневої системи рослин.